# FO Deh 4/4 II
Der Deh 4/4 II ist ein schmalspuriger Gepäcktriebwagen der Matterhorn-Gotthard-Bahn (MGB) für Adhäsions- und Zahnradbetrieb.
Weil die Furka-Oberalp-Bahn (FO) mit den Deh 4/4I gute Erfahrungen gemacht hatte, beschaffte sie die Deh 4/4II als Nachfolger. Im Zuge des Zusammenschlusses der FO mit der BVZ kamen sie zur neuen Gesellschaft Matterhorn-Gotthard-Bahn, wo sie nur noch als Deh 4/4 bezeichnet und, wenn nötig, anhand der Seriennummern 21, 51 und 91 unterschieden werden.

## Technik

Technische Zeichnung des Deh 4/4^{II}

Da man mit den Aluminium-Kästen der Vorgänger Probleme hatte, bekamen die Deh 4/4II Kästen in leichter Stahlbauweise mit Sicken. Ausserdem wurden zur Gewichtseinsparung die Kästen verkürzt. Für den Triebfahrzeugführer wurde die Sicht verbessert. Die Drehgestelle sind mit denjenigen der Deh 4/4I austauschbar. Um bei Ausfall einer Tunnellokomotive Ge 4/4III den Autoverlad dennoch abwickeln zu können, erhielten die Deh 93–94 und die 1984 nachgelieferten Deh 95–96 Anschlüsse für die Druckluftbremse. Die Fernsteuerung ab den Autozugsteuerwagen ist nicht möglich, die Komposition muss mit je einem Deh an jedem Ende bespannt werden. Ab 1985 übernahmen die HGe 4/4II, die von den Autozugsteuerwagen ferngesteuert werden können, den Reserve- und Zusatzdienst im Autoverlad.

## Modernisierung
Seit 2015 läuft ein Modernisierungsprogramm, mit dem ursprünglichen Ziel, acht vierteilige Pendelzüge Deh–B–B Nf–ABt zu bilden und fünf zweiteilige Verstärkungsmodule B–ABt. Dafür wurden folgende Fahrzeuge verwendet respektive modernisiert:
- 11 Deh 4/4 51–55 und 91–96 wurden einer Hauptrevision unterzogen, in welcher die Fahrzeuge neu lackiert werden und auch verschiedene Anpassungen erfuhren, wie beispielsweise der Einbau von neuen LED-Scheinwerfern.
- 14 B EW II 4273–86, die einseitig eine Schwenkschiebetüre mit einer lichten Breite von 1000 mm erhielten, damit der Einlad von Velos möglich ist.
- 11 Niederflurwagen B 4211–21
- 13 Steuerwagen ABt 4151–54 und 4193 (EW I) sowie 4155–59 und 4195 (EW II), wobei bei den beiden ABt 4193 und 4195 wieder eine Führerstandseinrichtung eingebaut werden musste.

Diese Pendelzüge werden zusammen mit Modulen in den Stundentakt-Zügen Visp–Andermatt, ohne Modul für Züge Andermatt–Göschenen und für einige Zusatzzüge eingesetzt. Einige der Zwischenwagen werden auch in Pendelzügen mit Deh 4/4 21–24 oder HGe 4/4" 1–5 eingesetzt.

## Betrieb
Die ehemaligen Deh 4/4I und II der FO werden im Einsatz nicht unterschieden. Sie werden hauptsächlich zusammen mit zwei Mittelwagen und einem Steuerwagen als fest gekuppelte Pendelzüge eingesetzt. Zwischen Disentis und Andermatt (Oberalp, 110 ‰) kann ein und zwischen Visp und Andermatt (Goms, 90 ‰) können zwei, im Sommer drei Verstärkungswagen angehängt werden. Zwischen Andermatt und Göschenen (Schöllenenschlucht, 179 ‰) sind keine Verstärkungswagen möglich. Die Pendelzüge sind innerhalb der Komposition mit der automatischen +GF+-Kupplung (GFN) verbunden. Für andere Verwendungen müssen die Kupplungen getauscht werden. Mindestens ein Triebwagen, früher waren dies meist Nr. 95 oder 96, dient als Ersatzfahrzeug für die übrigen Deh und wird auch allein für Überfuhren eingesetzt. Früher wurden auch Güterzüge nach Göschenen geführt.
Ursprünglich waren die Deh-Pendelzüge auf allen Strecken der ehemaligen FO im Einsatz. Seit Dezember 2014 konzentriert sich die Verwendung auf die Verbindung Visp–Göschenen. Regelmässige Einsätze nach Zermatt gab es bis dahin nicht, seither ist ein fünfteiliger Pendelzug in einem Umlauf Fiesch–Zermatt (Einführung des Halbstundentakts im Dezember 2014)

## Liste der Deh 4/4IIder Matterhorn-Gotthard-Bahn
| Betriebsnummer | Taufname  | Inbetriebnahme | Status     |
| -------------- | --------- | -------------- | ---------- |
| 91             | Göschenen | 1979           | in Betrieb |
| 92             | Realp     | 1979           | in Betrieb |
| 93             | Oberwald  | 1979           | in Betrieb |
| 94             | Fiesch    | 1979           | in Betrieb |
| 95             | Andermatt | 1984           | in Betrieb |
| 96             | Münster   | 1984           | in Betrieb |

## Galerie

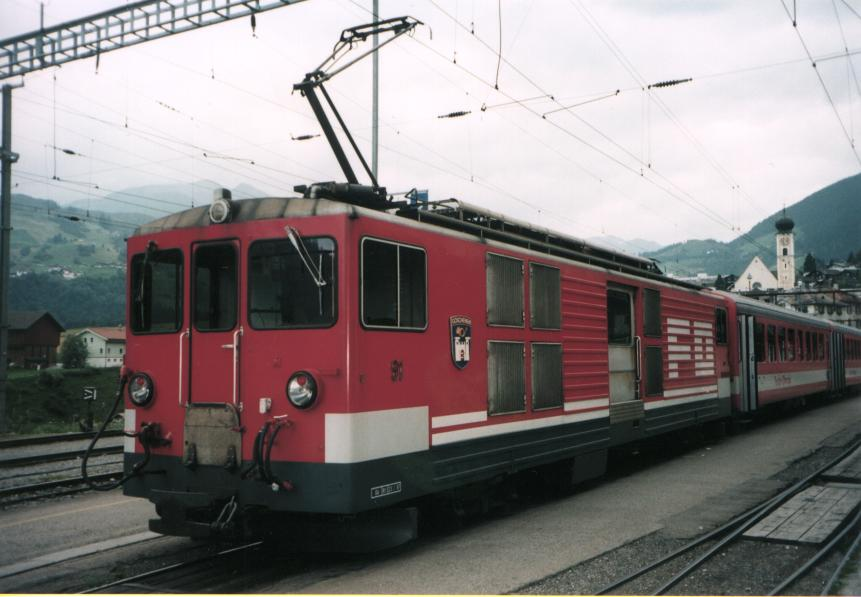
Deh 4/4II 91 in alter FO-Lackierung
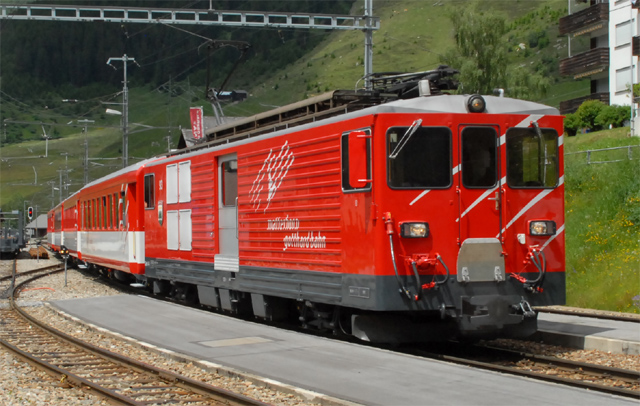
Deh 4/4II 93
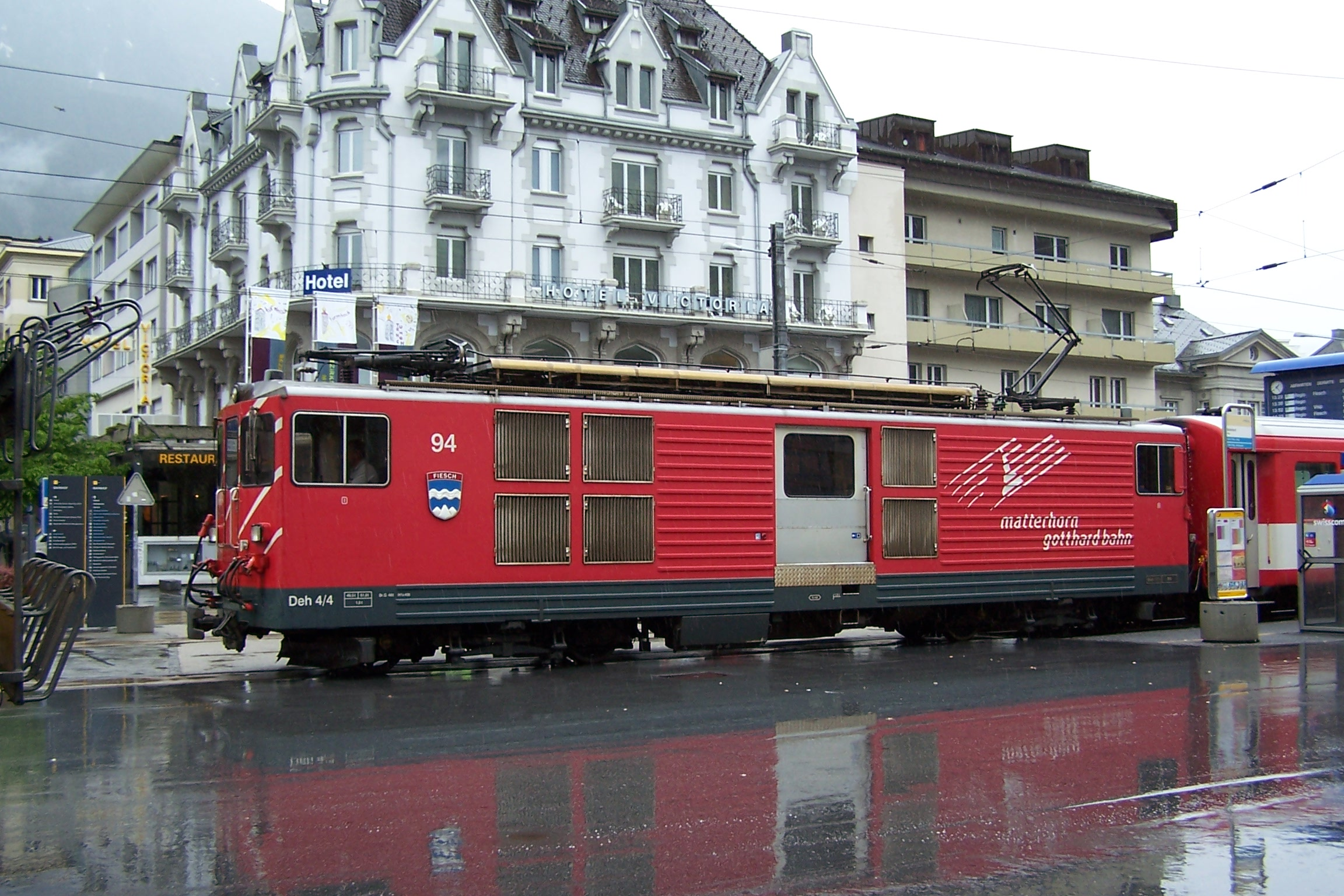
Deh 4/4II 94
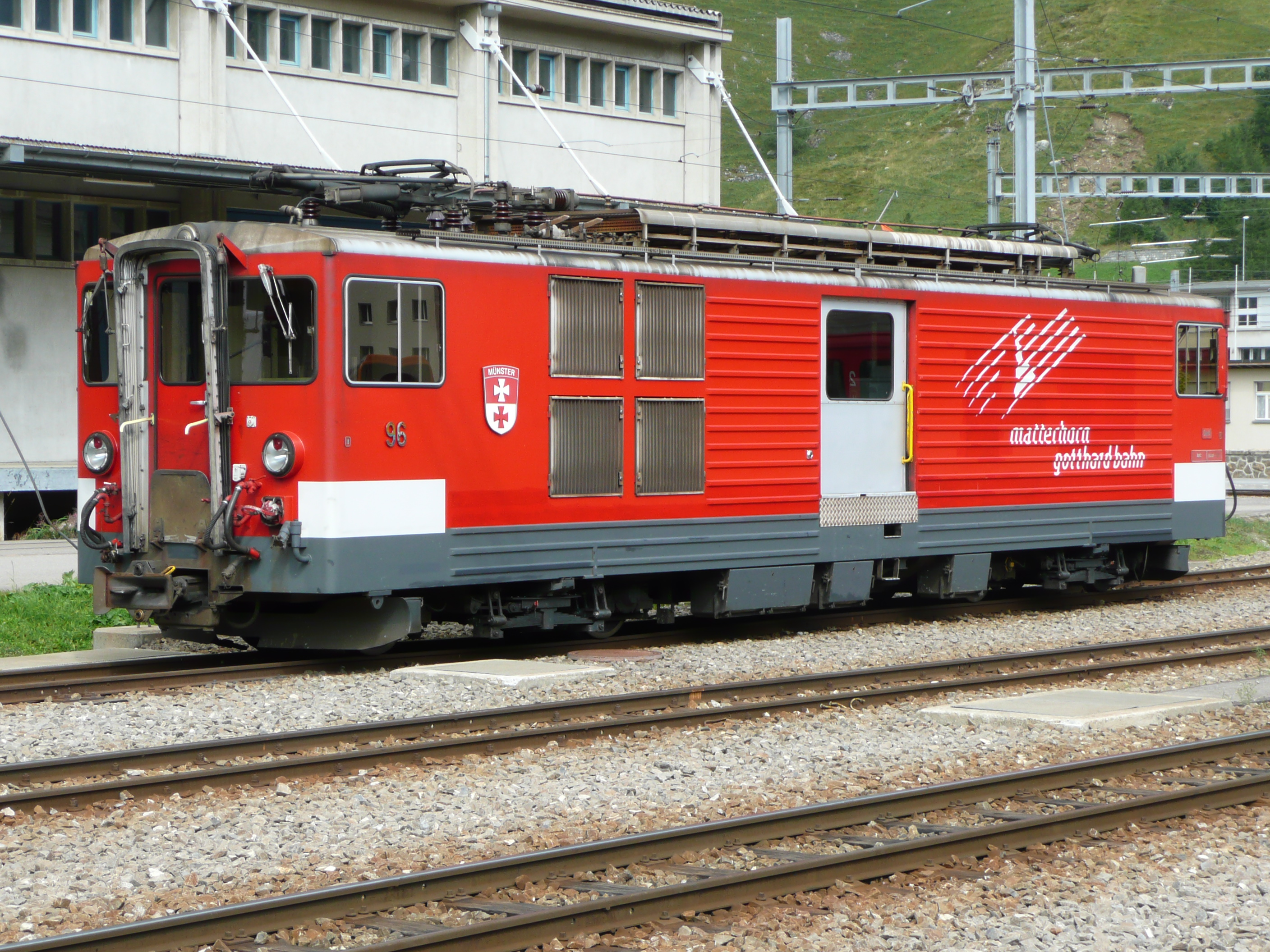
Deh 4/4II 96
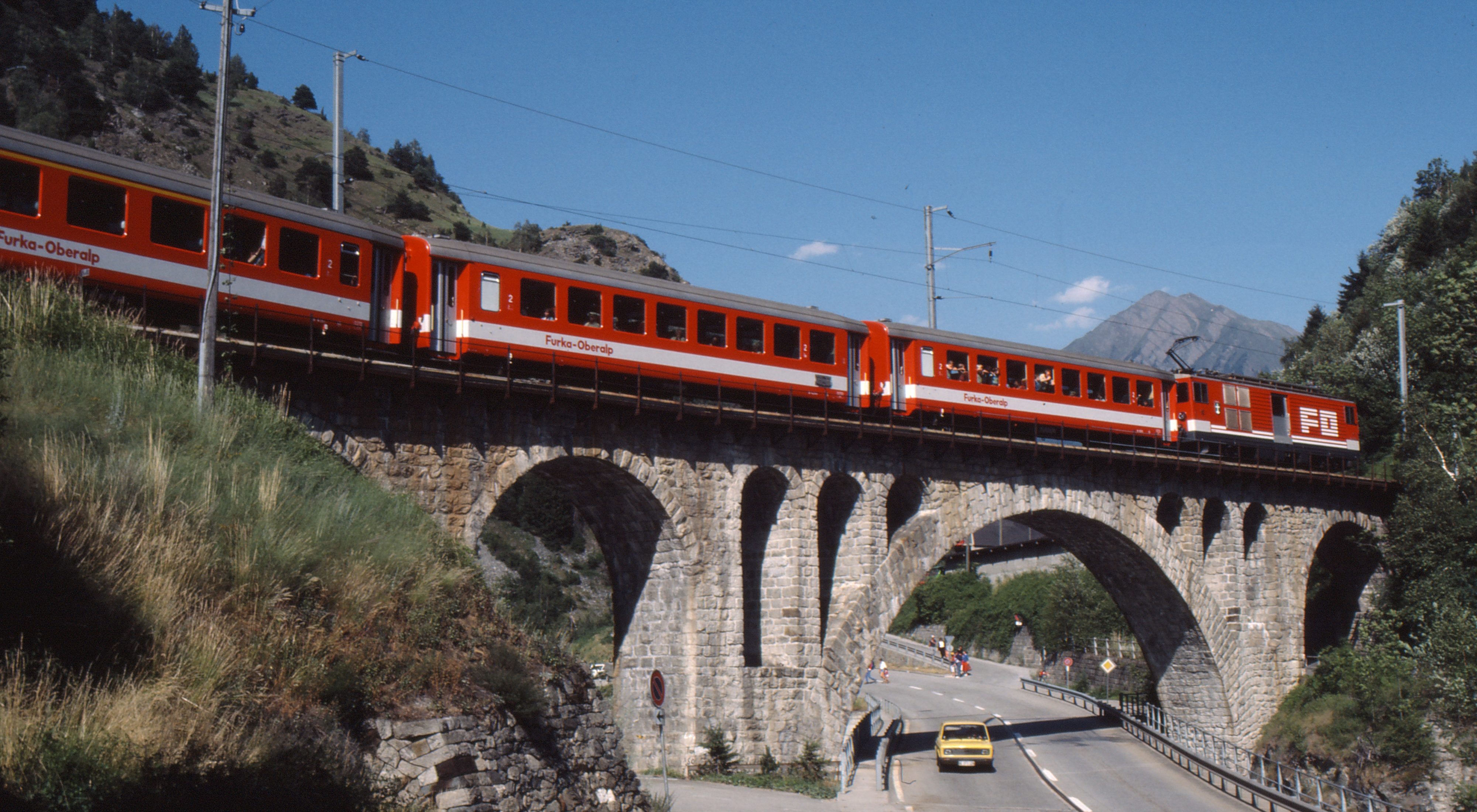
Deh 4/4II bei Betten
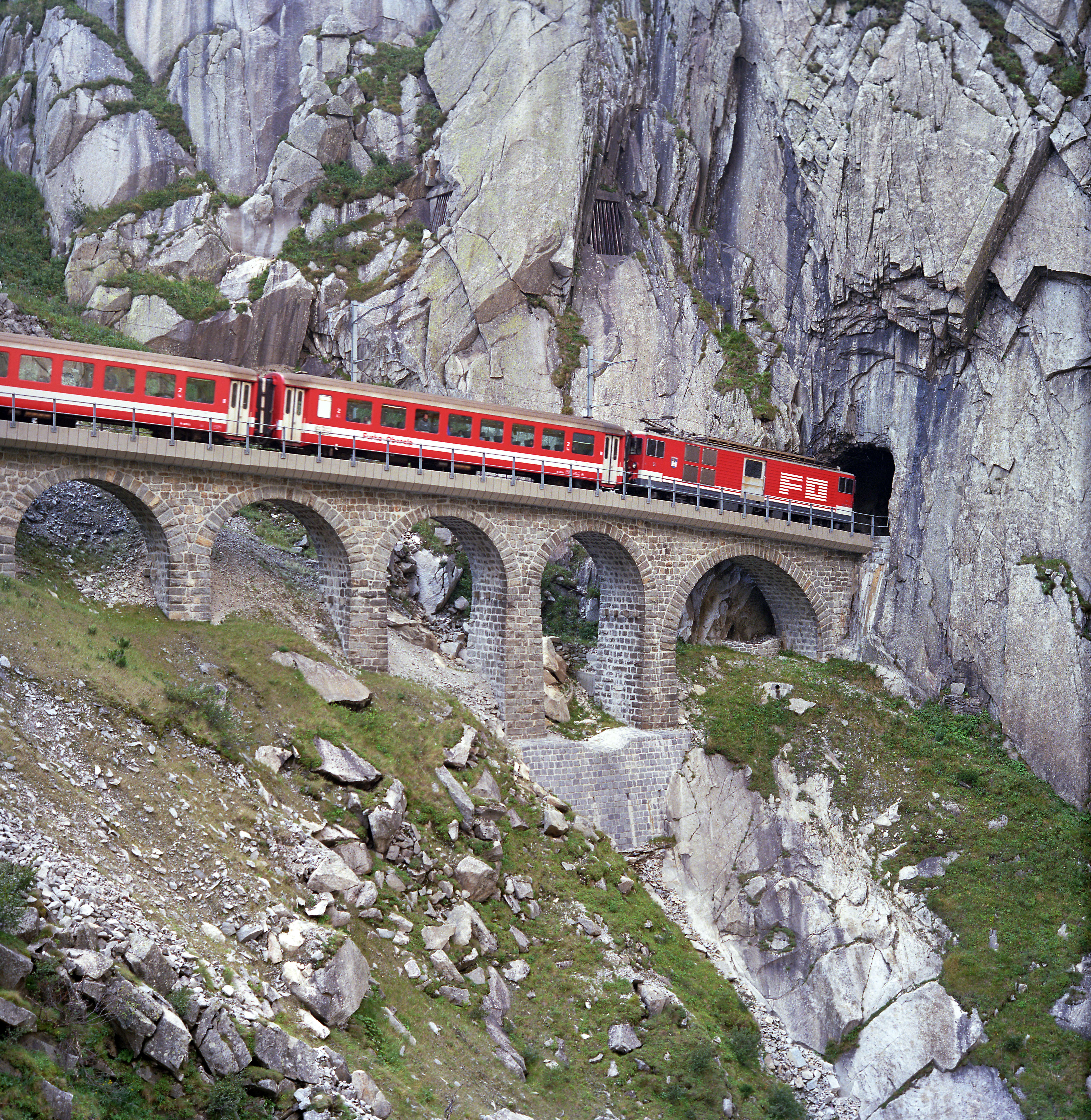
Deh 4/4II auf dem Brüggwaldbodenviadukt